# Baia Sprie
Baia Sprie là một thị xã thuộc hạt Maramureș, România. Dân số thời điểm năm 2002 là 16626 người.